# كاشف ميلون
كاشف ميلون (بالإنجليزية: Millon's reagent)‏ هو كاشف تحليلي يستخدم للكشف عن وجود بروتينات قابلة للذوبان. تتم إضافة بضع قطرات من الكاشف إلى محلول الاختبار، والذي يتم تسخينه بلطف. يشير اللون البني المحمر أو الرواسب إلى وجود بقايا التيروسين التي تحدث في معظم البروتينات تقريبا. تم تطوير الاختبار من قبل الكيميائي الفرنسي أوغست نيكولا يوجين ميلون (1812-1867).

اختبار ميلون ليس محدد للبروتينات فقط بل يكشف المركبات الفينولية، وبالتالي يجب تأكيده بعمل اختبارات أخرى للبروتينات مثل اختبار بيوريت أو تفاعل نينهيدرين. ويتم الكشف عن طريق إذابة الزئبق المعدني في حمض النتريك وتمييعه بالماء.